# Celtic Park
Celtic Park är en arena i Glasgow i Skottland och hemarena för fotbollslaget Celtic FC.
Celtic Park är Storbritanniens femte största fotbollsstadion, efter Wembley Stadium i London, Old Trafford i Manchester, Millennium Stadium i Wales och Tottenham Hotspur Stadium i London.
I Aftonbladet så rankades Celtic Park som den nionde bästa arenan i världen.  I en annan rankning på Aftonbladet hamnade Celtic Park på femte plats.  I en artikel av Lars Nylin på Aftonbladet slutade Celtic Park på åttonde plats. 